# Conseil des gardiens de la Constitution
Le Conseil des gardiens de la Constitution iranien (en persan : شورای نگهبان قانون اساسی, shorā-ye negahbān-e qānun-e assāssi) est un organe iranien cumulant les fonctions de Conseil constitutionnel et de Commission électorale.

## Fonctionnement
Il est composé de 12 membres désignés pour six ans : 6 religieux (clercs) nommés par le Guide suprême et 6 juristes (généralement aussi des clercs) élus par le Parlement iranien sur proposition du pouvoir judiciaire (dépendant du Guide).
Sa principale fonction est de veiller à la compatibilité des lois à la Constitution et à l'islam. Ce dernier aspect — compatibilité avec l'islam — est exclusivement assuré par les 6 membres religieux, l'autre étant exercé par les 12 membres collégialement.
Vis-à-vis du Parlement, le Conseil des gardiens contrôle : 
- la validité des candidatures à l’entrée du circuit,
- la conformité des lois votées à la sortie.

Toutes les lois votées par l'Assemblée doivent obtenir l'approbation du Conseil des gardiens. Toutefois, si ce dernier conclut à une incompatibilité (avec l'islam ou avec la Constitution), il ne peut, de lui-même, procéder à une annulation.

## Membres
Légende
| Nom | Nom                           | Mandat    | Réf.  |
| --- | ----------------------------- | --------- | ----- |
|     | Ahmad Jannati (Président)     | 2022-2028 | [ 1 ] |
|     | Mehdi Shabzendedar Jahromi    | 2022-2028 | [ 1 ] |
|     | Mohammad-Reza Modarresi Yazdi | 2022-2028 | [ 1 ] |
|     | Ahmad Hosseini Khorasani      | 2019-2025 | [ 2 ] |
|     | Alireza Arafi                 | 2019-2025 | [ 2 ] |
|     | Ahmad Khatami                 | 2019-2025 | [ 2 ] |

| Nom | Nom                                | Mandat    | Réf.  |
| --- | ---------------------------------- | --------- | ----- |
|     | Siamak Rahpeyk (Président adjoint) | 2022-2028 | [ 3 ] |
|     | Abbas-Ali Kadkhodaei               | 2022-2028 | [ 3 ] |
|     | Kheyrollah Parvine                 | 2022-2028 | [ 3 ] |
|     | Gholamreza Molabeygi               | 2019-2025 | [ 3 ] |
|     | Mohammad-Hassan Sadeghi Moghaddam  | 2019-2025 | [ 3 ] |
|     | Hadi Tahan Nazif (Porte-parole)    | 2019-2025 | [ 3 ] |

Mohammad-Reza Modaresi Yazdi ne doit être confondu avec Mohammad Yazdi, membre du Conseil des gardiens jusqu'en 2016.